# 메리 킬즈 피플 (드라마)
《메리 킬즈 피플》은 2025년 8월 1일부터 방송 중인 MBC 금토 드라마다.

## 기획 의도
치료 불가능한 환자들의 조력 사망을 돕는 의사와 이들을 추적하는 형사의 이야기를 다룬 서스펜스 드라마

## 제작진

### 제작사
- 미스터 로맨스
- 무빙픽쳐스컴퍼니
- 스튜디오 안자일렌

### 극본
- 이수아 : 채널 A 토요 옴니버스 드라마 《해피엔드》(공동집필), .E CHANNEL 토요 미니시리즈 《실업급여 로맨스》(집필) 등 집필

### 연출
- 박준우 : SBS 시사교양 프로그램 《그것이 알고싶다》(공동연출), SBS 시사교양 프로그램 《SBS 스페셜》(공동연출), SBS 시사교양 프로그램 《●REC》(공동연출), SBS 시사교양 프로그램 《궁금한 이야기 Y》(공동연출), SBS 수목 드라마 《닥터 탐정》(연출), ENA 2부작 특집프로그램 《화이트 아웃》(연출), ENA 월화 미니시리즈 《크래시》(연출) 등

## 등장 인물

### 주요 인물
- 이보영 : 우소정(본명: 우채영) 역 - 응급의학과 의사 (아역: 미상)

소정은 종합병원에서 근무하는 베테랑 응급의학과 의사다, 프로페셔널한 그녀의 모습 뒤에는 희귀병에 걸린 어머니의 자살을 도왔던 어린 시절의 트라우마가 숨겨져 있다. 소정은 이러한 죄책감을 극복하고자 의사들이 기피하는 응급의학과에 지망했다. 하지만 정해진 결말 앞에 고통받는 환자들을 치료하면서 그녀의 고민은 더욱 깊어진다. 그러던 중 젊은 말기 암 환자의 어머니가 자신의 딸을 살해하는 사건이 일어나고, 이 사건을 계기로 그녀의 신념은 변하게 된다. 죽음보다 더한 고통을 겪는 환자들에게는 연명치료가 필요한 것이 아니라 안식이라는 치료가 필요할 지도 모른다는 생각에 이른 소정은 특정 환자들을 선별해 비밀리에 안락사를 제공하는 이중 생활을 시작한다. 그러나 안락사를 사업화 하려는 탐욕스러운 마약 딜러의 협박과 부패경찰의 함정수사로 소정은 위기에 처한다.
- 이민기 : 조현우 역 - 시한부 말기암 환자

현우는 어떤 치료도 소용없는 시한부 말기암 환자다, 수술도 불가능한 뇌종양으로 화학 요법과 방사선 치료도 효과가 없어 길어야 넉달이라는 시한부 판정을 받았다. 현우는 가족이 아무도 없는 가난한 고아로 자랐고, 배달 오토바이를 몰며 병원비와 생계를 유지하고 있다. 더 이상 어떤 진통제와 약물로도 그의 병을 치료 할 수 없는 상황에서 소정을 찾아와 특별한 도움을 요청한다. 현우는 '3인 이상 의사 소견으로 치료 불가', '견딜 수 없는 신체적 장애 상태', '약물로도 통제 불가능한 고통'이라는 소정의 기준에 부합한다. 그러나 그 모든 기준에 부합함에도 불구하고 소정은 현우의 조력사망 도움을 지연한다. '하루라도 빨리 이 고통에서 벗어 날 수만 있다면…' 이것이 현우의 유일한 소망이다. "도와주세요… 정말 그만 살고 싶어요…" 삶의 끝자락에 아슬아슬하게 매달려있던 현우는 그 고통을 끝내고자 소정에게 도움을 요청 할 수밖에 없다.
- 강기영 : 최대현 역 - 전직의사, 소정의 동료.

의대 시절부터 소정과 학교 1,2위를 다투던 오랜 친구로, 둘 다 수석으로 의대를 졸업했지만 이후 그들의 커리어는 정반대의 길을 걸었다. 대현은 뛰어난 머리에 반해, 유혹에 약했다. 의사로 번 돈으로 마약과 술에 손을 대기 시작했고, 결국 수술대에서 중대한 의료사고를 일으킨 후 의사 면허가 취소되어 버렸다.? 불법 성형수술로 생계를 이어가고 있던 와중, 전 여자친구가 대현을 찾아온다. 시한부가 되어 외모를 알아볼 수 없을 만큼 변해버린 그녀. 그녀는 대현에게 자신의 성형 수술을 부탁하러 온 게 아닌 안락사를 받기 위해 왔다고 말하며, 생의 마지막 부탁을 전한다. 갈등하던 대현은 전 여자친구의 안락사를 해주게 되고 이 일을 계기로 소정과 함께 시한부 환자들의 안락사를 돕게 된다. 대현은 이 과정에서 과거 자신의 잘못된 모습에서 벗어나 제대로 된 의사가 되겠다고 다짐한다.

### 그 외 인물
- 백현진 : 구광철 역 - 약물 유통 및 마약상

철저한 비밀주의의 약물 및 마약상, 대외적으론 명문대 경영학과를 나와 주식 투자와 자산관리를 맡아서 해주는 VIP 전용 투자회사를 운영하고 있다. 강남 재력가 집안에서 자라서 파티를 좋아하고 사람들과 어울리기를 좋아하는 번듯한 사업가 행세를 하지만 실제로는 마약과 약물을 제조하고 유통시키는 가업을 이어오고 있다. 대외적으로 시현이 주도하는 마약 사업으로 보이지만, 실제로는 시현은 광철이 고용한 사람이고 광철은 철저히 뒤에 숨어서 약물을 유통시킨다. 시현을 사장처럼 내세워서 사업을 하고 있고 어느 누구에게도 자신의 정체에 대해 밝히지 않는 광철. 광철은 자신의 통제 밖으로 벗어난 시현을 처리하기 위해 함정을 파지만, 예상과 달리 시현은 총에 맞은 채 소정이 있는 병원 응급실로 실려 가게 된다. 이후 자신이 유통하는 약물이 소정이 하는 일에 쓰인다는 것을 알게 된 광철은, 안락사가 돈이 된다고 판단하고 소정 주위를 맴돌며 점점 소정을 옭아매기 시작한다.
- 권해효 : 양 신부 역 - 마리아복지병원 원장 / 신부님

고지식하고 옳은 소리만 하는 다른 신부님들과 달리 어딘지 종교인 같지 않은 허술한 구석을 지닌 신부님. 인품이 좋고 사랑도 많지만 병원과 보육원의 운영에선 허술한 구석이 많아 항상 경제적으로 힘든 상황에 놓인다. 냉정해 보이지만 누구보다 환자를 사랑하고 따뜻한 마음을 가졌으며 소정을 진심으로 믿는다. 정기적으로 마리아복지병원에 기부하는 소정에게 더없이 고마워하며, 소정을 향한 주변의 어떤 의심에도 불구하고 언제나 그녀의 편을 들어준다. 하지만 양 신부는 시간이 지날수록 소정이 하는 일의 정체를 알게 되면서 안락사란 신의 영역을 넘보는 위험한 일이라 생각하고 소정을 말린다.
- 김태우 : 안태성 역 - 광수대장 및 총경

정치인 백의원의 지시로 소정에 대한 조사를 비밀리에 진행한다, 소정을 체포하기 위해서는 후배 경찰일지라도 위험에 빠뜨리는 비정한 인물이지만 가정에선 딸의 학업에 누구보다 관심있는 지극정성 아버지다.
- 오의식 : 김시현 역 - 광철의 부하, 마약상.

마약 유통을 하는 광철의 부하. 광철이 심사를 하고 거래 상대를 정하면 직접 거래하는 행동대장 역할을 한다. 실제 대표인 광철의 존재를 숨기기 위해 대외적으로 미약사업을 하는 사장처럼 되어있다. 외부에서 보기엔 광철의 부하로 보이지 않는다. 광철이 쳐둔 함정에 빠져서 죽을 위기에 처하고 소정의 병원 응급실로 들어간다. 약에 취해 이성을 잃은 시현은 결국 광철에 의해 처참한 죽임을 당한다.
- 윤가이 : 최예나 역 - 간호사

소정이 일하는 병원 간호사로 소정과 함께 조력 사망 사업을 함께하는 인물, 예나는 간호사로서 오랫동안 지켜봐 온 고생이 불가한 환자를 소정에게 연결시켜주는 일을 하고 있다. 그러던 중, 자신의 오빠이자 낭성섬유증을 앓는 시한부 환자인 건수가 소정을 찾아가 안락사를 부탁했다는 사실을 알고 충격에 휩싸인다. 어린 시절부터 폭력을 휘둘렀던 아버지와 의절하고 평생 서로를 의지하며 살아왔던 예나의 유일한 피난처이자 쉼터 같은 존재인 오빠의 안락사를 받아들일 수가 없다. 오빠의 결정을 부정하려 하지만 삶을 그만하고 싶다는 건수의 간절한 부탁에 예나는 결국 슬프지만 결정을 내린다.

### 기타 인물
- 태항호 : 부 형사 역
- 유승목 : 백 의원 역
- 서영희 : 류이수 역
- 심소영 : 수간호사 역
- 김상지 : 재연 역
- 강나언 : 우미 역
- 이서영 : 최혜정 역
- 미상 : 반지훈 역
- 미상 : 이윤희의 딸 역
- 미상 : 우소정의 엄마 역

### 특별 출연
- 이상윤 : 최강윤 역
- 오연아 : 최강윤의 아내 역
- 손숙 : 이은영 역
- 이원정 : 조수영 역
- 박원상 : 조수영의 아버지 역
- 곽선영 : 구혜림 역
- 이이경 : 금명섭 역
- 양조아 : 이윤희 역
- 강기둥 : 최건수 역

## 결방
- 8월 15일 : 광복절 특집 MBC 뉴스 데스크 편성으로 인한 결방

## 시청률
최저 시청률과 최고 시청률은 시청률 조사회사와 지역별로 시청률에 차이가 있을 수 있습니다.
| 2025년 | 2025년   | 2025년         | 2025년        |
| 회차   | 방송일   | 닐슨 시청률    | 닐슨 시청률   |
| 회차   | 방송일   | 대한민국(전국) | 서울 (수도권) |
| ------ | -------- | -------------- | ------------- |
| 제1회  | 8월 1일  | 3.2%           | 3.4%          |
| 제2회  | 8월 2일  | 2.1%           | 2.3%          |
| 제3회  | 8월 8일  | 1.8%           | -             |
| 제4회  | 8월 9일  | 1.9%           | -             |
| 제5회  | 8월 16일 | 1.9%           | -             |
| 제6회  | 8월 22일 | %              | %             |
| 제7회  | 8월 23일 | %              | %             |
| 제8회  | 8월 29일 | %              | %             |
| 제9회  | 8월 30일 | %              | %             |
| 제10회 | 9월 5일  | %              | %             |
| 제11회 | 9월 6일  | %              | %             |
| 제12회 | 9월 12일 | %              | %             |

## 참고 사항
- 이보영, 김태우는 SBS 월화 드라마 《신의 선물 14일》 이후 11년 만에 다시 만나 캐스팅 됐다.
- 이보영, 이상윤은 KBS 2TV 주말 드라마 《내 딸 서영이》, SBS 월화 드라마 《귓속말》 이후 세 번째로 다시 만나 캐스팅 됐다.
- 원래는 7월 편성이었으나, 디즈니+ 오리지널 한국 드라마 〈카지노 시즌 1〉이 편성되면서 8월로 편성 변경됐다.
- 〈검은 태양〉 이후, 4년 만에 부활한 19세 이상 시청가 드라마다. 다만, 차이점이라고 한다면 이 드라마는 전편이 19세 이상 시청가로 방송될 예정이다. 따라서 프리미어 (미리보기 특집회)와 재방송도 심야 시간대에만 시청할 수 있으며 ID 영상도 밤 10시대에 방송이 시작되는 프로그램부터 붙일 수 있다.[2][3]

## 같이 보기
- 대한민국의 텔레비전 드라마 목록 (ㅁ)
- 2025년 대한민국의 텔레비전 드라마 목록